# Zaluzianskya
Zaluzianskya é um género botânico pertencente à família Scrophulariaceae.